# Karl-Bernhard Sebon
Karl-Bernhard Sebon (* 6. März 1935 in Düsseldorf; † 21. April 1994 in Berlin) war ein deutscher Flötist.

## Leben
Sebon studierte am Konservatorium Düsseldorf und der Kölner Musikhochschule. 1957 wurde er Soloflötist an der Deutschen Oper Berlin. 1960 holte ihn Ferenc Fricsay als Soloflötist zum Radio-Symphonie-Orchester Berlin (dem späteren Deutschen Symphonieorchester Berlin).
Sebon, für den zahlreiche Werke komponiert wurden und der unter anderem auch Bassflöte und Lotusflöte spielte, erweiterte die Spieltechnik der Flöte um den sogenannten Sebon-Triller, ein dreistimmig klingendes Tremolo.